# Ceropegia striata
Ceropegia striata  là một loài thực vật có hoa trong họ La bố ma. Loài này được Meve & Masinde mô tả khoa học đầu tiên năm 1998.